# Club Rubio Ñu
Club Rubio Ñu, kortweg Rubio Ñu, is een Paraguayaanse voetbalclub uit de wijk Santísima Trinidad in de hoofdstad Asunción. De club werd opgericht op 24 augustus 1913. De thuiswedstrijden worden in het Estadio La Arboleda gespeeld dat plaats biedt aan 4500 toeschouwers. De club komt uit in Liga Paraguaya, de hoogste voetbaldivisie van Paraguay.

## Erelijst
Nationaal
- Segunda División de Paraguay
  - Winnaar: (7) 1926, 1941, 1954, 1961, 1963, 1972, 2008
- Tercera División de Paraguay
  - Winnaar: (3) 1941, 1942, 2005

## Eindklasseringen
| Seizoen | A/C | №  | Clubs | Divisie        | Duels | Winst | Gelijk | Verlies | Doelsaldo | Punten |
| ------- | --- | -- | ----- | -------------- | ----- | ----- | ------ | ------- | --------- | ------ |
| 2009    | A   | 8  | 12    | Liga Paraguaya | 22    | 8     | 2      | 12      | 30–34     | 26     |
| 2009    | C   | 4  | 12    | Liga Paraguaya | 22    | 10    | 7      | 5       | 29–22     | 37     |
| 2010    | A   | 5  | 12    | Liga Paraguaya | 22    | 10    | 8      | 4       | 36–25     | 38     |
| 2010    | C   | 6  | 12    | Liga Paraguaya | 22    | 7     | 7      | 8       | 25–32     | 28     |
| 2011    | A   | 5  | 12    | Liga Paraguaya | 22    | 8     | 7      | 7       | 35–34     | 31     |
| 2011    | C   | 8  | 12    | Liga Paraguaya | 22    | 7     | 6      | 9       | 25–29     | 27     |
| 2012    | A   | 11 | 12    | Liga Paraguaya | 22    | 5     | 3      | 14      | 24–40     | 18     |
| 2012    | C   | 8  | 12    | Liga Paraguaya | 22    | 4     | 6      | 12      | 18–38     | 18     |
| 2013    | A   | 9  | 12    | Liga Paraguaya | 22    | 6     | 7      | 9       | 27–29     | 25     |
| 2013    | C   | 8  | 12    | Liga Paraguaya | 22    | 6     | 7      | 9       | 25–32     | 25     |
| 2014    | A   | 6  | 12    | Liga Paraguaya | 22    | 8     | 6      | 8       | 38–37     | 30     |
| 2014    | C   | 11 | 12    | Liga Paraguaya | 22    | 4     | 8      | 10      | 21–33     | 20     |
| 2015    | A   | 7  | 12    | Liga Paraguaya | 22    | 6     | 8      | 8       | 34–36     | 26     |
| 2015    | C   | 10 | 12    | Liga Paraguaya | 22    | 5     | 7      | 10      | 22–29     | 22     |
| 2016    | A   | 5  | 12    | Liga Paraguaya | 22    | 10    | 3      | 9       | 31–32     | 33     |
| 2016    | C   | 11 | 12    | Liga Paraguaya | 22    | 3     | 6      | 13      | 15–27     | 15     |

## Bekende (oud-)spelers
- Roberto Acuña
- Jorge Núñez
- Carlos Humberto Paredes

## Trainer-coaches
- Francisco Arce (2007–2011)
- Pablo Caballero (2014–)

12 de Octubre ·
Cerro Porteño ·
General Díaz · 
Guaireña ·
Guaraní ·
Libertad ·
Nacional ·
Olimpia ·
River Plate ·
San Lorenzo ·
Sol de América ·
Sportivo Luqueño